# Angelo Fulgini
Angelo Fulgini (* 20. August 1996 in Abidjan) ist ein französisch-ivorischer Fußballspieler. Der ehemalige französische Nachwuchsnationalspieler steht seit 2023 beim RC Lens in der Ligue 1 unter Vertrag.

## Persönliches
Fulgini wurde in der ivorischen Stadt Abidjan geboren, als sein französischer Vater dort als Soldat stationiert war. In der Elfenbeinküste gilt das Geburtsortsprinzip, sodass er auch die ivorische Staatsbürgerschaft trägt. Fulginis Mutter stammt aus Neukaledonien, sein Großvater väterlicherseits war Italiener.
Als Angelo zwei Jahre alt war, zog die Familie nach Südfrankreich, wo er schließlich aufwuchs.

## Karriere

### Verein

#### FC Valenciennes
Fulgini begann mit dem Fußballspielen im Alter von vier Jahren und spielte in der Provence für die AS de Saint-Paul-en-Forêt, den FC Vidauban und einen Club aus Fréjus. Nach einer Station im Norden Frankreichs beim FC Douai schloss er sich 2007 dem FC Valenciennes an, durchlief dessen Jugendmannschaften und spielte für die zweite Mannschaft 19-mal in der National 3. 
Fulgini debütierte im Januar 2015 für die Profis in der Ligue 2 und kam in 18 von 19 Rückrundenspielen als Rechtsverteidiger zum Einsatz. Sein Hattrick am 21. April 2017, dem 34. Spieltag der Saison 2016/17, innerhalb von fünf Minuten im Spiel gegen die US Orléans (Endstand 4:0) ist der bisher schnellste in der Ligue 2. Er absolvierte insgesamt 80 Ligaspiele für den FC Valenciennes.

#### SCO Angers
Im Sommer 2017 wechselte Fulgini in die Ligue 1 zum SCO Angers. In seiner ersten Saison kam er bis ins Viertelfinale der Coupe de France und traf in 29 Ligaspielen dreimal. In der Folgesaison spielte er 31-mal in der Liga und traf dabei viermal. In der Saison darauf lief er in 20 Ligaspielen auf und schoss dabei ein Tor, bevor die Saison coronabedingt abgebrochen wurde. Auch in der Saison 2020/21 spielte er regelmäßig.

#### 1. FSV Mainz 05
Im Juli 2022 wechselte Fulgini nach Deutschland in die Bundesliga zum 1. FSV Mainz 05, bei dem er einen Vierjahresvertrag unterschrieb. In der Bundesligasaison 2022/23 kam er bis zur Spielpause vor der Fußball-WM Mitte November 2022 in 14 von 15 Ligaspielen zum Einsatz; er wurde in jedem Spiel ein- oder ausgewechselt.

#### RC Lens
Am letzten Transfertag der Saison 2022/23 wurde Fulgini auf Basis eines Leihgeschäftes mit Kaufpflicht vom französischen Erstligisten RC Lens ausgeliehen.

### Nationalmannschaft
Fulgini lief ab der U17 für die Juniorennationalmannschaften des FFF auf. Insgesamt spielte er 28-mal, zuletzt 2017 in der U21.